# Irving Kaplansky

Irving Kaplansky

Irving Kaplansky (22. března 1917 Toronto, Ontario – 25. června 2006 Los Angeles, Kalifornie) byl kanadský matematik. Zabýval se především různými oblastmi algebry, zejména teorií grup, teorií okruhů a teorií polí. Ve funkcionální analýze se zabýval operátorovou algebrou. Pracoval však i v oblastech teorie čísel, teorie her, statistiky a kombinatoriky. Byl studentem Saunderse Mac Lana.
Po Kaplanském je pojmenováno deset domněnek týkajících se Hopfových algeber, známých jako Kaplanského domněnky, i tzv. Kaplanského věta o hustotě v teorii von Neumannových algeber. Jeho jméno také nese Kaplanského věta o kvadratických formách, která říká, že každé prvočíslo kongruentní s číslem 1 modulo 16 se dá zapsat ve tvaru buď žádné nebo obou kvadratických forem {\displaystyle x^{2}+32y^{2}} a {\displaystyle x^{2}+64y^{2}} a každé prvočíslo kongruentní s číslem 9 modulo 16 se dá zapsat ve tvaru právě jedné z těchto forem.
Irving Kaplansky byl i výborným klavíristou. Byl také otcem známé folkové zpěvačky a písničkářky Lucy Kaplanské.